# Ramolkogel
Ramolkogel lub Großer Ramolkogel – szczyt w Alpach Ötztalskich, części Centralnych Alp Wschodnich. Leży w Austrii w kraju związkowym Tyrol. Jest to dziesiąty co do wysokości szczyt Alp Ötztalskich. Od północy szczyt przykrywa lodowiec Latschferner, a od wschodu Ramolferner.
Szczyt można zdobyć drogami ze schroniska Ramolhaus (3006 m). Pierwszego wejścia dokonał Jakob Johann Weilenmann 18 lipca 1862 r.